# Đường Lê Lợi, Thành phố Hồ Chí Minh

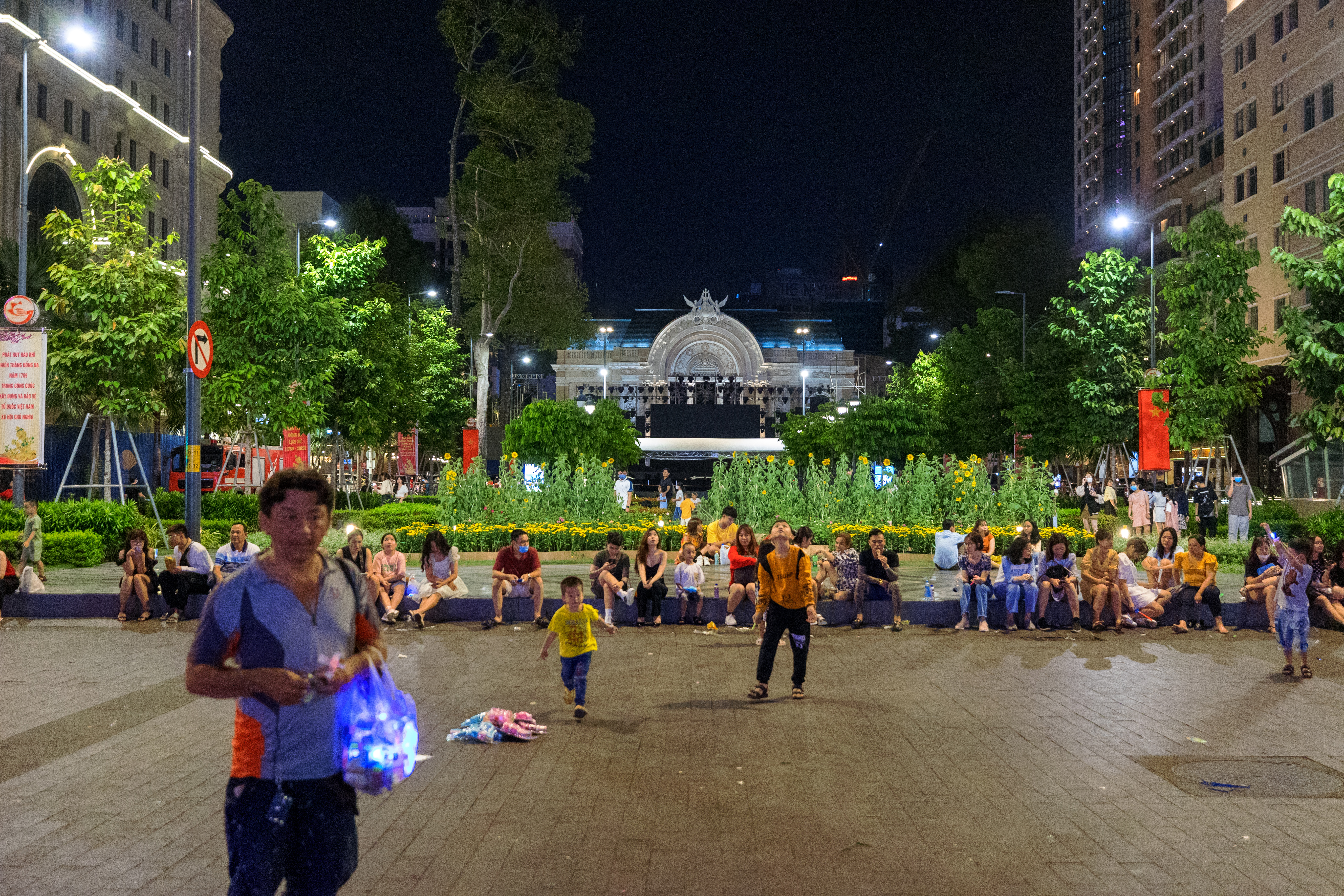
Công viên Lam Sơn và Nhà hát Thành phố vào đầu năm 2023

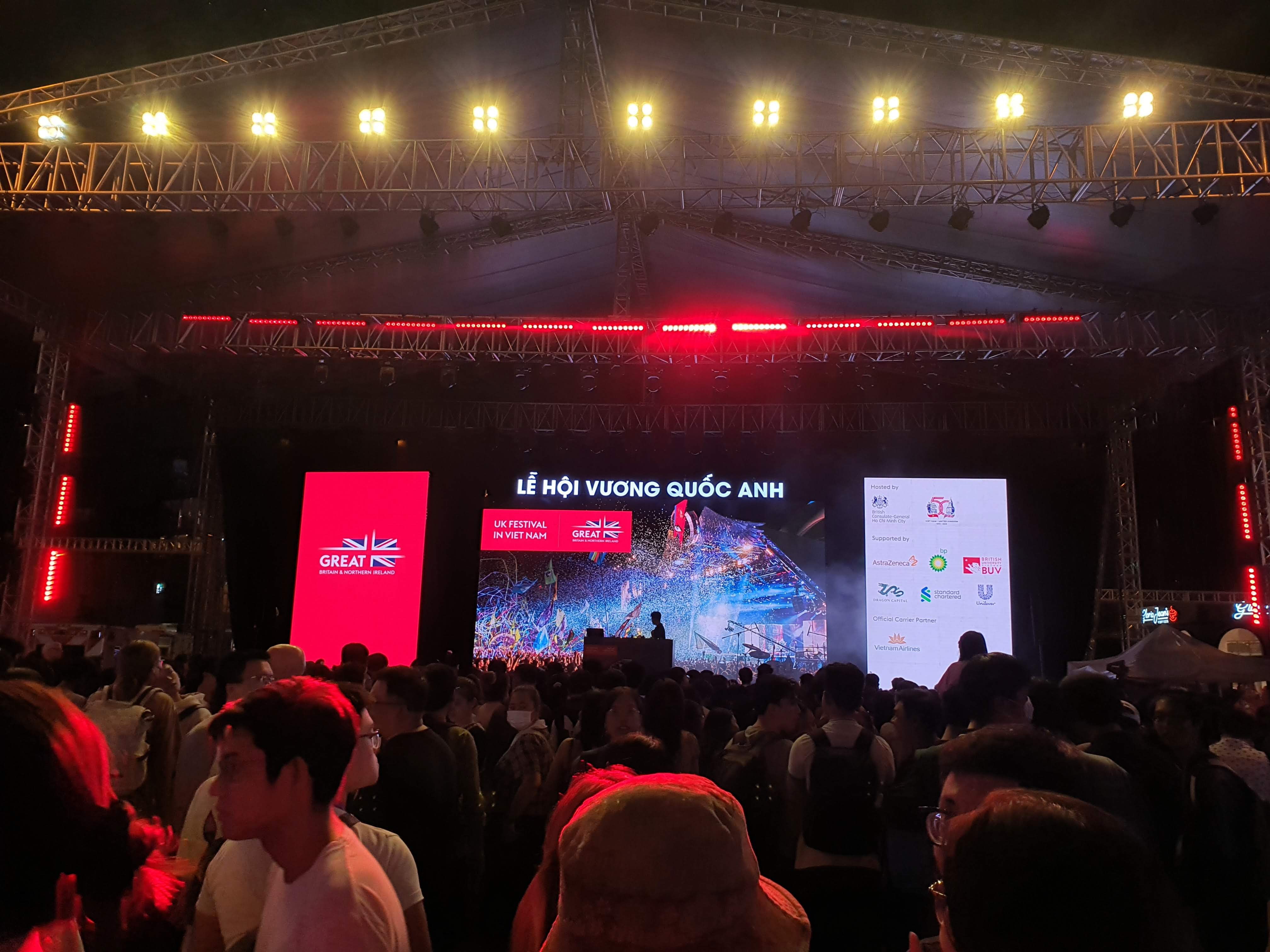
Một lễ hội đường phố được tổ chức ngay trên đường Lê Lợi vào năm 2023.

Đường Lê Lợi hay Đại lộ Lê Lợi là một tuyến đường tại trung tâm Quận 1, Thành phố Hồ Chí Minh, nối từ chợ Bến Thành đến Nhà hát thành phố.

## Vị trí
Tuyến đường này bắt đầu từ công trường Quách Thị Trang trước chợ Bến Thành, giao cắt với các tuyến đường Phan Bội Châu, Nguyễn Trung Trực, Nam Kỳ Khởi Nghĩa, Pasteur, Nguyễn Huệ và kết thúc tại đường Đồng Khởi trước Nhà hát Thành phố Hồ Chí Minh.

## Lịch sử
Ban đầu đường này là một con kênh do thực dân Pháp đào sau khi chiếm được Sài Gòn. Kênh dài khoảng 0,8 km, được đào thẳng góc với Kinh Lớn (nay là đường Nguyễn Huệ), một đầu đổ ra sông Sài Gòn chỗ gần doanh trại Hải quân, đầu còn lại nối với kênh Olivier (nay là đường Pasteur) thông ra rạch Bến Nghé để tiêu thoát nước. Hai con đường cặp theo kênh cũng được người Pháp cho làm và đặt thành đường số 13, đến năm 1865 được đặt tên là đường Bonard.
Khoảng những năm 1870, kênh bị lấp hoàn toàn để xây dựng thành đại lộ Bonard. Ban đầu đại lộ Bonard kết thúc tại đường Mac Mahon (nay là đường Nam Kỳ Khởi Nghĩa), sau khi chợ Bến Thành mới hoàn thành xây dựng vào năm 1914 thì đại lộ mới được nối dài thêm một đoạn đến trước chợ.
Năm 1955, chính quyền Việt Nam Cộng hòa đổi tên đại lộ Bonard thành đại lộ Lê Lợi, tên gọi này được giữ nguyên đến hiện tại.

## Tình trạng tuyến đường
Năm 2014, chính quyền Thành phố Hồ Chí Minh rào một đoạn đường Lê Lợi từ đường Pasteur đến đường Đồng Khởi để thi công ga Nhà hát Thành phố của tuyến metro Bến Thành – Suối Tiên. Đến năm 2016, đoạn đường còn lại từ chợ Bến Thành cũng bị rào chắn một nửa để thi công đoạn đi ngầm của tuyến metro này. Năm 2020, sau khi ga ngầm Nhà hát Thành phố được thi công hoàn tất, đoạn đường Lê Lợi từ đường Đồng Khởi đến đường Nguyễn Huệ đã được trả lại mặt bằng và cùng năm thành phố cũng đã cho khôi phục công viên Lam Sơn tại địa điểm này. Riêng mặt bằng các đoạn còn lại từ đường Nguyễn Huệ đến đường Pasteur và từ đường Pasteur đến chợ Bến Thành đến năm 2022 mới lần lượt được tái lập.

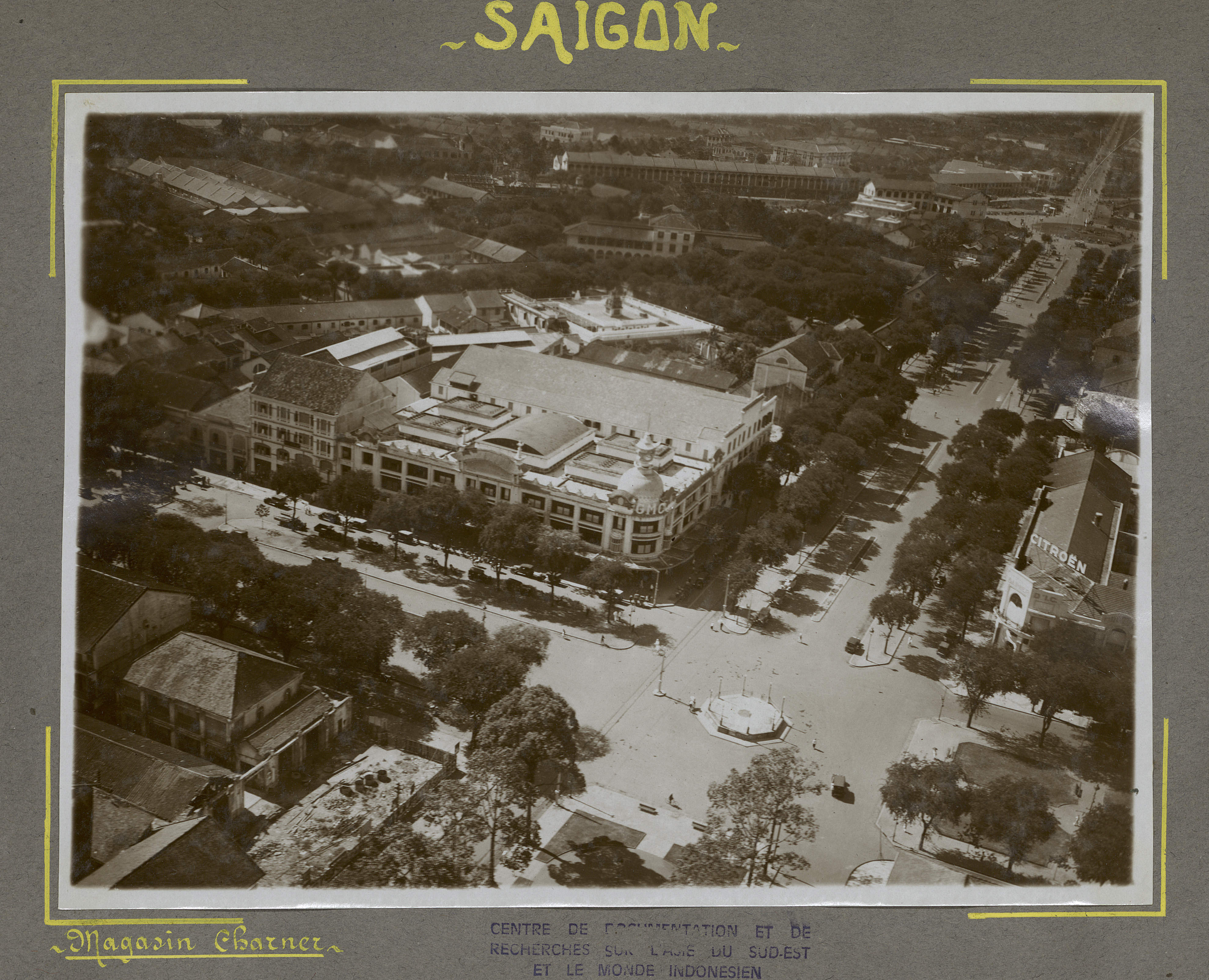
Bùng binh và đại lộ Bonard vào thời Pháp thuộc
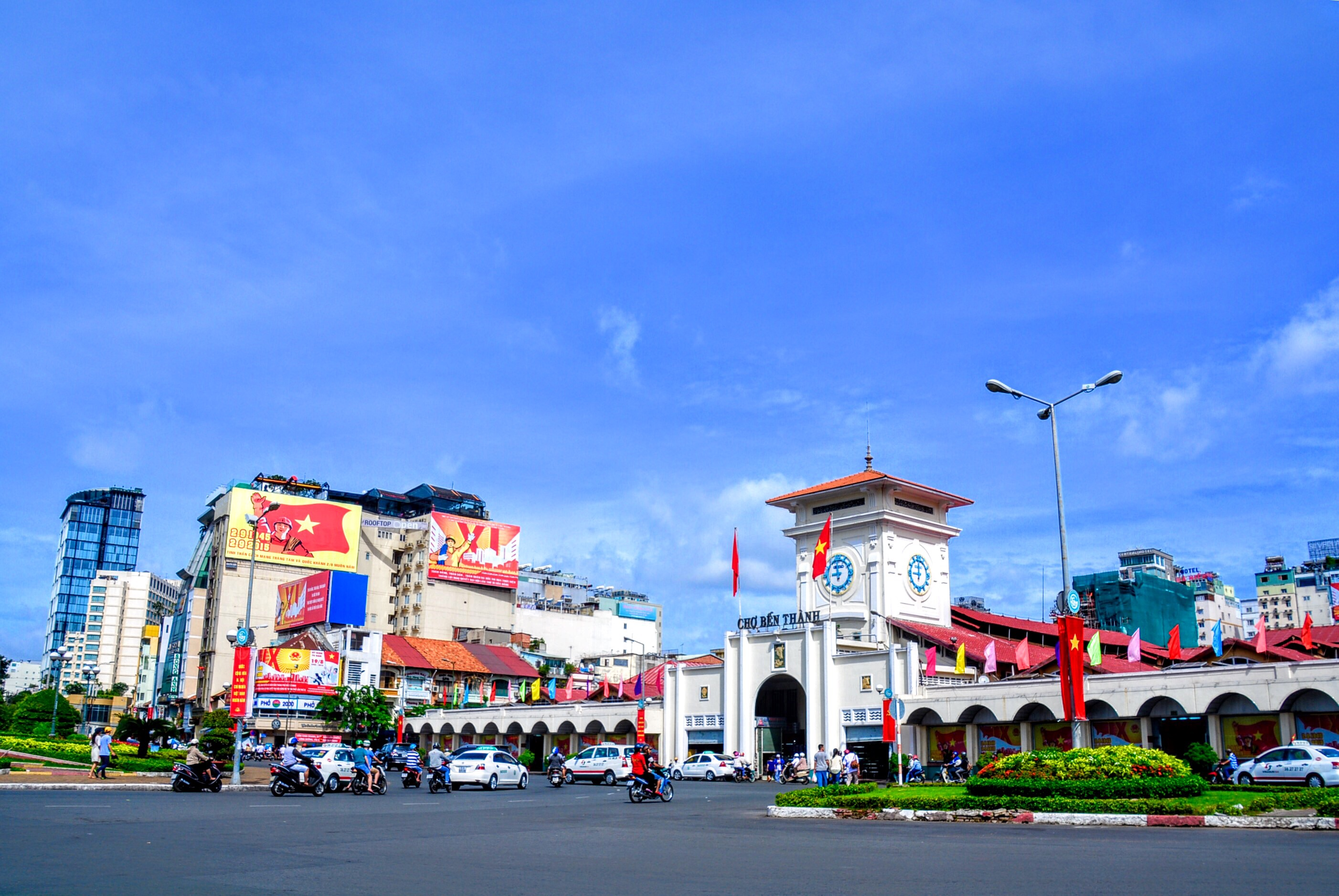
Đầu đường Lê Lợi trước chợ Bến Thành năm 2015
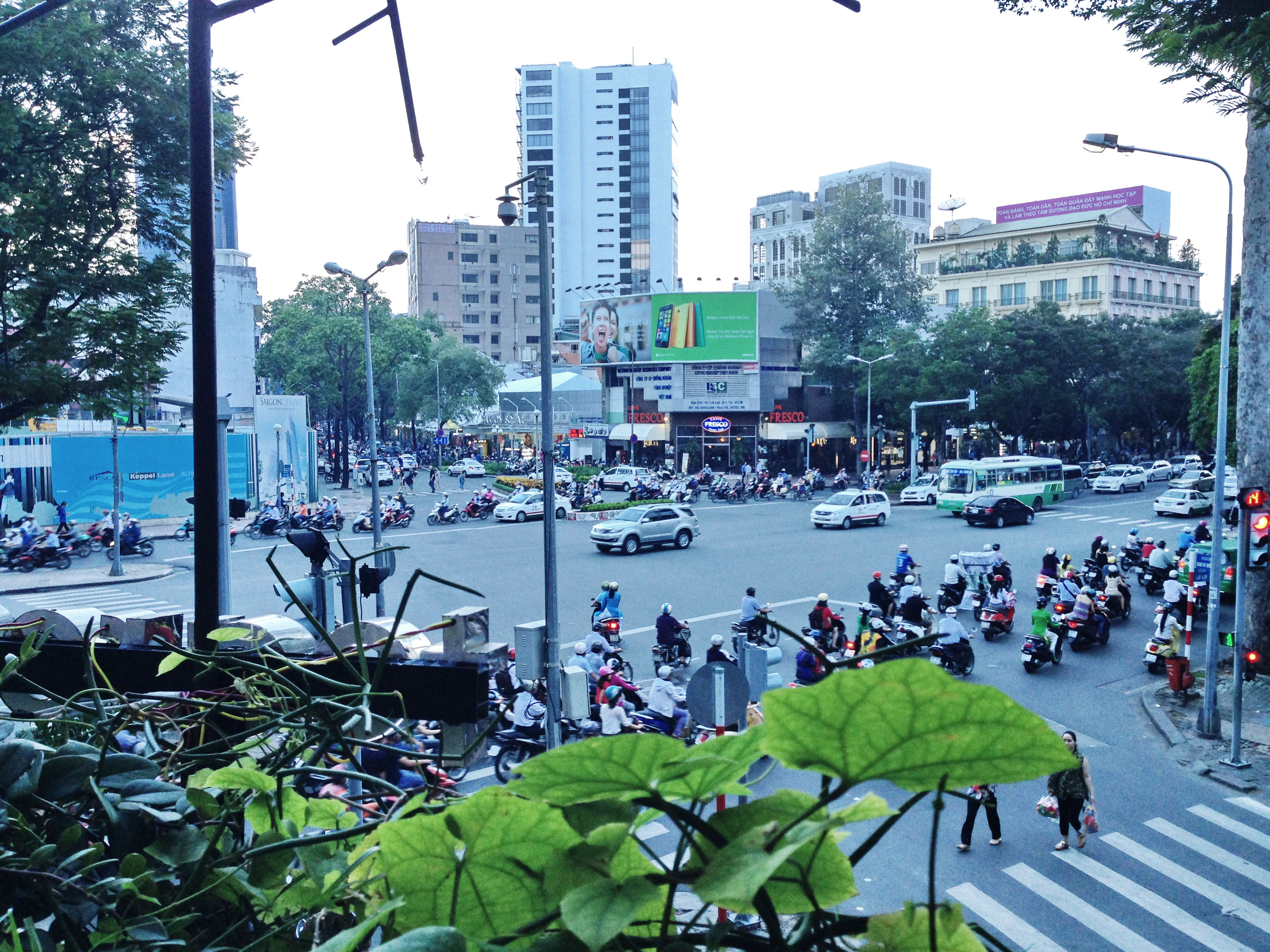
Góc đường Lê Lợi và Nam Kỳ Khởi Nghĩa năm 2014
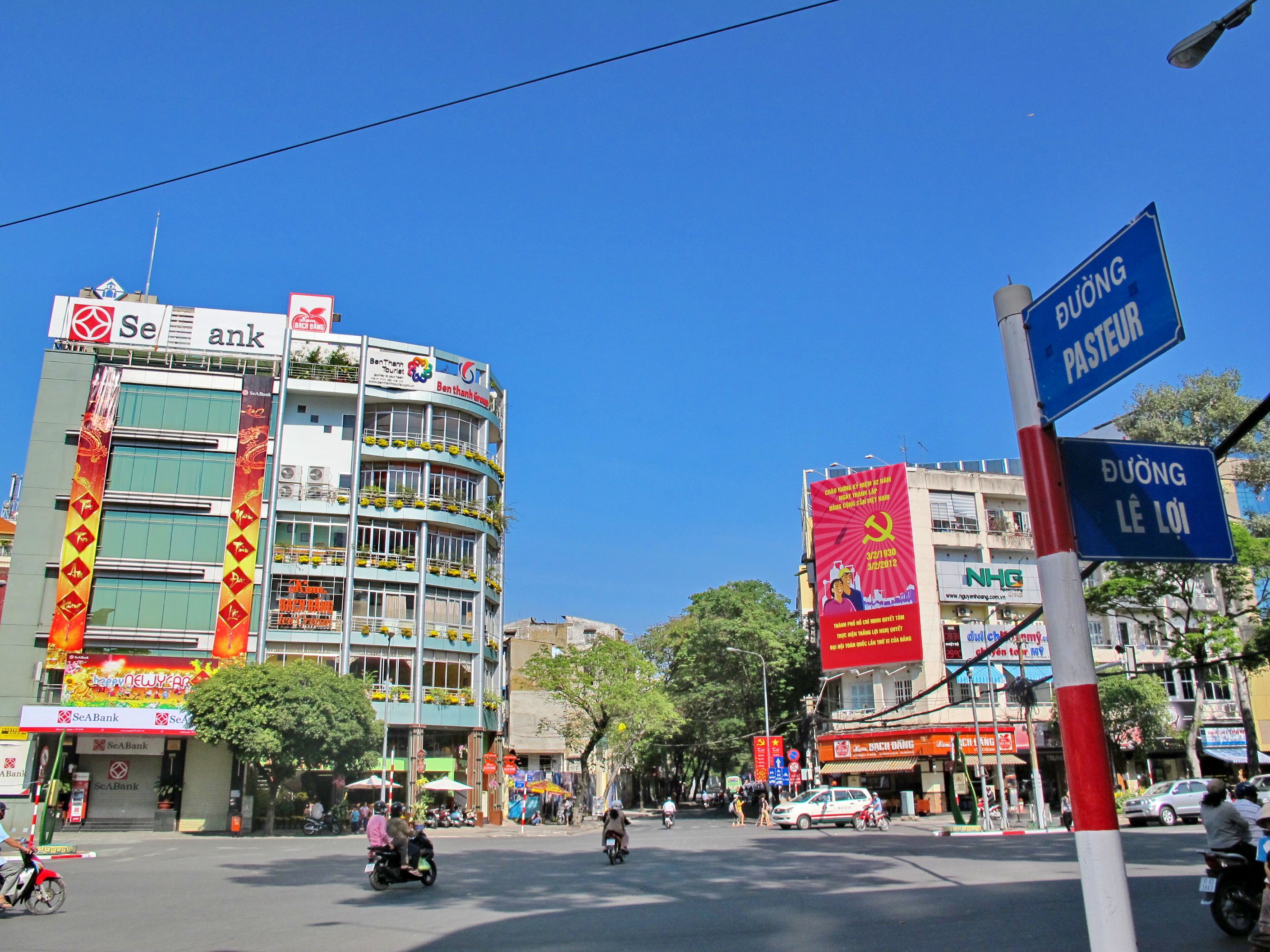
Góc đường Lê Lợi và Pasteur năm 2012
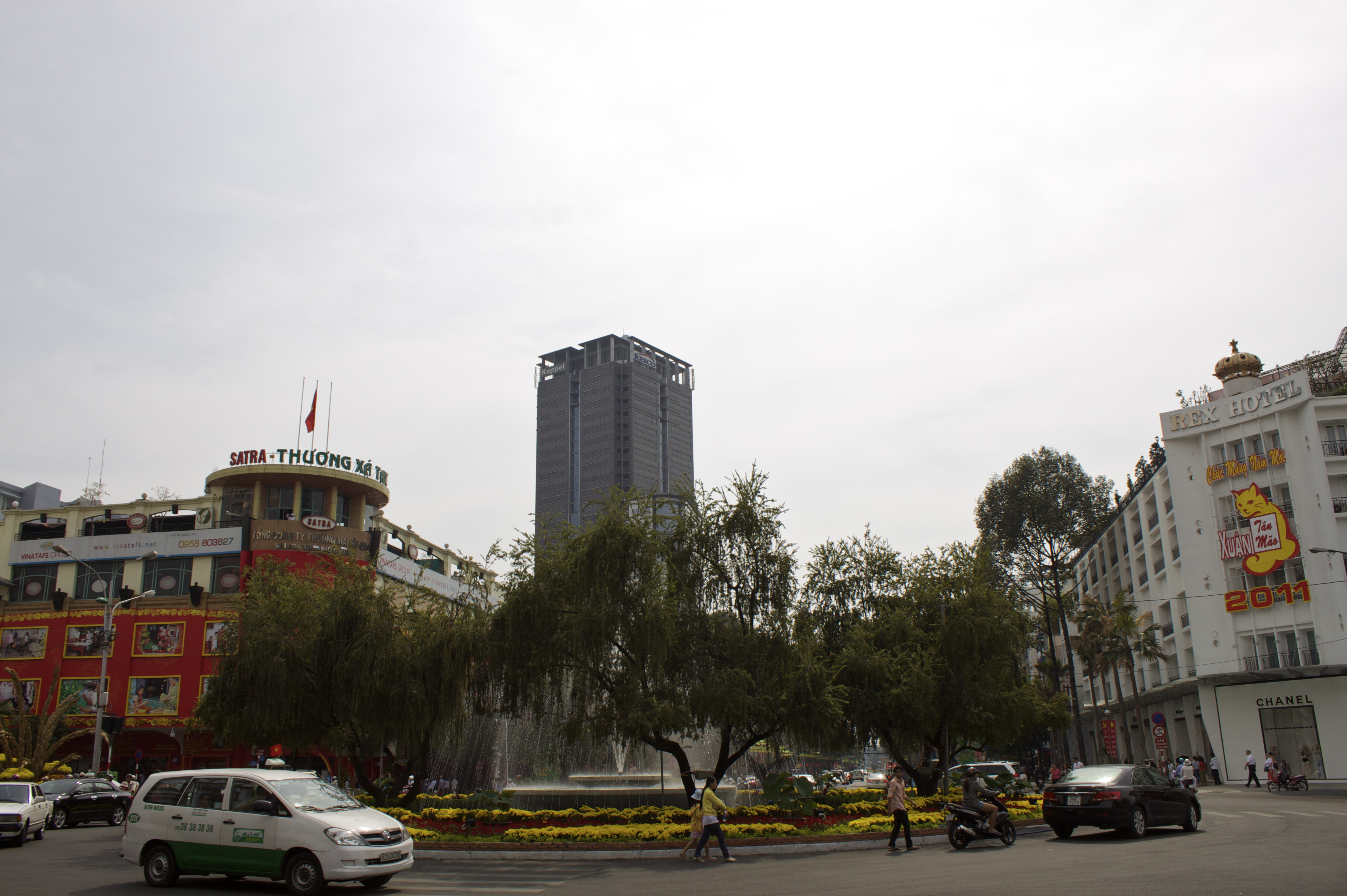
Bùng binh Cây Liễu năm 2011